# Laurent Sénéchal
Laurent Sénéchal, né en 1978, est un monteur français. Il a participé en tant que monteur et assistant monteur à plus de trente productions télévisuelles et cinématographiques depuis le début des années 2000. 
Pour son travail sur le film de Justine Triet Anatomie d'une chute (2023), il remporte, entre autres, le César du meilleur montage. Lors de la 96e cérémonie des Oscars, il est nommé pour l'Oscar du meilleur montage.
Laurent Sénéchal a étudié à l'Université Paris 8.

## Filmographie

### Monteur

#### Courts et moyens métrages
- 2002 : Bohalle de Benoît Boussard
- 2005 : Des jours dans la rue d'Arthur Harari
- 2007 : La Main sur la gueule d'Arthur Harari
- 2009 : Nid d'oiseau de Ho Lam
- 2010 : Des ombres dans la maison de Justine Triet (Documentaire)
- 2011 : Dahu de Tom Harari
- 2013 : Peine perdue d'Arthur Harari
- 2014 : Madeleine et les deux Apaches de Christelle Lheureux
- 2014 : La nuit tombe de Benjamin Papin
- 2017 : Le Collectionneur de Thomas Lévy-Lasne
- 2018 : Le Cinéma de maman de Valérie Donzelli
- 2023 : Dilemne, dilemme de Jacky Goldberg

#### Longs métrages
- 2016 : Diamant noir d'Arthur Harari
- 2016 : Victoria de Justine Triet
- 2017 : Wallay de Berni Goldblat
- 2018 : C'est ça l'amour de Claire Burger
- 2019 : Sibyl de Justine Triet
- 2021 : Onoda, 10 000 nuits dans la jungle d'Arthur Harari
- 2023 : Anatomie d'une chute de Justine Triet
- 2024 : Les Fantômes de Jonathan Millet
- 2024 : Adabana de Sayaka Kai
- 2025 : Imago de Déni Oumar Pitsaev

### Réalisateur
- 2007 : Nyaman' gouacou (Viande de ta mère) (court métrage)

## Récompenses et nominations
| Prix                      | Date de la cérémonie | Catégorie        | Film                                | Résultat  |
| ------------------------- | -------------------- | ---------------- | ----------------------------------- | --------- |
| Oscars                    | 10 mars 2024         | Meilleur montage | Anatomie d'une chute                | Nommé     |
| César                     | 23 février 2024      | Meilleur montage | Anatomie d'une chute                | Vainqueur |
| BAFTA Awards              | 18 février 2024      | Meilleur montage | Anatomie d'une chute                | Nommé     |
| Prix du cinéma européen   | 9 décembre 2023      | Meilleur monteur | Anatomie d'une chute                | Vainqueur |
| Paris Film Critics Awards | 7 février 2022       | Meilleur montage | Onoda : 10 000 nuits dans la jungle | Nommé     |
| Paris Film Critics Awards | 4 février 2024       | Meilleur montage | Anatomie d'une chute                | Vainqueur |